# ルイス・ロブレス
ルイス・ロブレス（Luis Robles 、1984年5月11日 - ）は、アメリカ合衆国・アリゾナ州出身の元プロサッカー選手。元サッカーアメリカ合衆国代表。現役時代のポジションはGK。

## 経歴
プエルトリコ出身の父と韓国出身の母との間に生まれた。
ポートランド大学卒業後、MLSスーパードラフトでD.C. ユナイテッドに指名されたが入団を拒否。ドイツに渡り1.FCカイザースラウテルンとプロ契約を締結した。
2009年7月、2009 CONCACAFゴールドカップのハイチ戦で代表戦初出場を果たした。

## タイトル

### クラブ
カイザースラウテルン
- 2. ブンデスリーガ (1): 2009–10

ニューヨーク・レッドブルズ
- サポーターズ・シールド (3): 2013, 2015, 2018

### 個人
- MLSベストイレブン (1): 2015